# Jonas Holmqvist
Jonas Holmqvist (Halmstad, 17 augustus 1982) is een Zweeds wielrenner.

## Belangrijkste overwinningen
2003
- Zweeds kampioen op de weg, Elite
- 1e etappe Ringerike GP
- 2e etappe Ringerike GP
- 4e etappe Ringerike GP
- Eindklassement Ringerike GP

## Tourdeelnames
geen